# لینچ‌کردن جسی واشینگتن
جسی واشینگتن یک کارگر مزرعهٔ هفده‌سالهٔ آفریقایی-آمریکایی بود که در ۱۵ مه ۱۹۱۶، در شهر وِیکو، تگزاس، لینچ شد؛ واقعه‌ای که بعدها به یکی از شناخته‌شده‌ترین نمونه‌های لینچ در تاریخ آمریکا تبدیل شد. برخی افراد مدعی شده‌اند که واشینگتن ممکن است نیاکانی بومی-آمریکایی نیز داشته بوده باشد، اما این موضوع در اسناد تاریخی به‌طور گسترده ثبت نشده است.
واشینگتن به اتهام تجاوز و قتل لوسی فرایر، همسر کارفرمایش در منطقهٔ روستایی رابینسون در تگزاس، محکوم شد. پس از اعلام حکم، تماشاگران او را با زنجیر از گردن کشان‌کشان از دادگاه شهرستان بیرون آوردند. او را در خیابان‌ها گرداندند، در حالی که مورد ضرب و جرح و چاقو قرار می‌گرفت. سپس او را به زمین میخ‌کوب کرده و اخته کردند. در نهایت، جلوی تالار شهر وِیکو او را لینچ کردند.
بیش از ۱۰٬۰۰۰ تماشاگر، از جمله مقامات شهری و نیروهای پلیس، برای تماشای این صحنه جمع شدند. فضای میان جمعیت، حال‌وهوایی جشن‌گونه داشت و بسیاری از کودکان در ساعت ناهار در این «تماشاخانهٔ مرگ» حضور داشتند. اعضای جمعیت انگشتان دست او را بریدند و پس از آغشته‌کردنش با نفت زغال‌سنگ، او را بالای آتش آویزان کردند. در طول حدود دو ساعت، جسدش بارها در آتش بالا و پایین برده شد. پس از خاموش‌شدن آتش، جنازهٔ سوختهٔ او را در سراسر شهر کشان‌کشان بردند. یک عکاس حرفه‌ای، لحظه‌به‌لحظهٔ این رویداد را ثبت کرد و تصاویری کمیاب از فرایند یک لینچ واقعی را به دست داد. این عکس‌ها چاپ شدند و به‌صورت کارت‌پستال در وِیکو به فروش رسیدند.
اگرچه بسیاری از ساکنان وِیکو از این لینچ حمایت کردند، روزنامه‌های سراسر ایالات متحده آن را محکوم کردند. «انجمن ملی پیشرفت رنگین‌پوستان» (NAACP)، الیزابت فریمن را برای تحقیق دربارهٔ این رخداد استخدام کرد؛ او با وجود امتناع بسیاری از ساکنان شهر از صحبت‌کردن، بررسی دقیقی در وِیکو انجام داد. فریمن نتیجه گرفت که بیشتر ساکنان محلی از لینچ‌کردن واشینگتن حمایت می‌کردند. او همچنین نتیجه گرفت که واشینگتن واقعاً لوسی فرایر را کشته بود. پس از دریافت گزارش فریمن، «دابلیو. ئی.بی. دیو بویس» — از بنیان‌گذاران NAACP و سردبیر مجلهٔ The Crisis — گزارشی جامع از این رویداد منتشر کرد که شامل عکس‌هایی از جسد سوختهٔ واشینگتن نیز بود. NAACP مرگ او را در کارزار ضد لینچ خود برجسته ساخت.
تاریخ‌نگاران معتقدند که مرگ واشینگتن دیدگاه عمومی دربارهٔ لینچ را تغییر داد. پوشش منفی گسترده در رسانه‌ها موجب کاهش حمایت عمومی از این اقدام شد. در دهه‌های ۱۹۹۰ و ۲۰۰۰، برخی از ساکنان وِیکو خواهان ساخت یادواره‌ای برای این رخداد شدند، اما این ایده نتوانست حمایت گسترده‌ای در شهر کسب کند. در صدمین سالگرد این واقعه در مه ۲۰۱۶، شهردار وِیکو مراسمی رسمی برگزار کرد تا از خانوادهٔ واشینگتن و جامعهٔ آفریقایی-آمریکایی عذرخواهی کند. امروزه، یک نشان تاریخی برای گرامیداشت این لینچ در محل نصب شده است.

## پیش‌زمینه

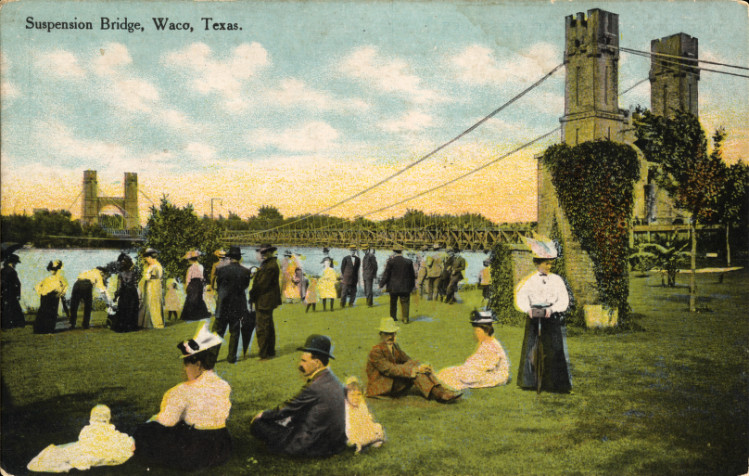
کارت‌پستالی مربوط به سال ۱۹۱۱ از گروهی از ساکنان وِیکو در کنار رودخانه، که به تابلوی «بعدازظهر یکشنبه در جزیره گراند ژات» اثر ژرژ سورا اشاره دارد و بیانگر تلاش شهر وِیکو برای نمایش چهره‌ای آرمانی و دل‌فریب از خود است

در اواخر قرن نوزدهم و اوایل قرن بیستم، هزاران مورد لینچ — عمدتاً در جنوب ایالات متحده — رخ داد. بین سال‌های ۱۸۹۰ تا ۱۹۲۰، حدود ۳٬۰۰۰ سیاه‌پوست آمریکایی که متهم به ارتکاب جرم بودند، به دست گروه‌های خشمگین کشته شدند. این اعدام‌ها خارج از سیستم قضایی صورت می‌گرفت: مظنونان از زندان یا دادگاه ربوده می‌شدند، یا پیش از دستگیری به قتل می‌رسیدند. طرفداران لینچ، این عمل را راهی برای اعمال سلطه بر سیاه‌پوستان می‌دانستند؛ کسانی که به آن‌ها ذات مجرمانه نسبت می‌دادند. همچنین، لینچ‌کردن در فرهنگی با جمعیت و ساختار قدرت در حال تغییر، نوعی حس همبستگی میان سفیدپوستان ایجاد می‌کرد. با آنکه این اقدام در بخش زیادی از جامعهٔ جنوب تحمل می‌شد، مخالفانی نیز داشت؛ از جمله برخی رهبران مذهبی و انجمن نوپای «پیشرفت رنگین‌پوستان» (NAACP).
در ۱۹۱۶، وِیکو، شهری پررونق با جمعیتی بیش از ۳۰٬۰۰۰ نفر بود. پس از آنکه در قرن نوزدهم شهرتی در ارتباط با جرم و جنایت پیدا کرد، رهبران شهری تلاش کردند این تصویر را تغییر دهند؛ آن‌ها هیئت‌هایی را به سراسر کشور فرستادند تا وِیکو را به عنوان شهری آرمانی تبلیغ کنند. تا دههٔ ۱۹۱۰، اقتصاد وِیکو به ثبات رسیده بود و شهر، شهرتی مذهبی و اخلاق‌مدار یافته بود. در این دوران، طبقهٔ متوسطی از سیاه‌پوستان در شهر شکل گرفته بود و دو کالج برای سیاه‌پوستان نیز تأسیس شده بود. در میانهٔ دههٔ ۱۹۱۰، حدود ۲۰ درصد جمعیت وِیکو را سیاه‌پوستان تشکیل می‌دادند. پاتریشیا برنشتاین، روزنامه‌نگار، در پژوهش خود در ۲۰۰۶ دربارهٔ لینچ، شهر وِیکو را در آن زمان دارای «پوششی نازک از صلح و وقار» توصیف می‌کند. با این حال، تنش نژادی در شهر وجود داشت: روزنامه‌های محلی اغلب بر جرایمی که توسط سیاه‌پوستان انجام می‌شد تأکید می‌کردند، و در ۱۹۰۵، مردی سیاه‌پوست به نام سنک میجرز در نزدیکی مرکز شهر وِیکو از یک پل به دار آویخته شد. شمار کمی از فعالان ضد لینچ در منطقه زندگی می‌کردند، از جمله رئیس دانشگاه بیلر در وِیکو. در ۱۹۱۶، چند عامل باعث افزایش نژادپرستی در وِیکو شد؛ از جمله نمایش فیلم تولد یک ملت که کو کلاکس کلن را ستایش می‌کرد و فروش عکس‌های مرد سیاه‌پوستی که به‌تازگی در شهر تمپل، تگزاس لینچ شده بود.

## قتل و دستگیری

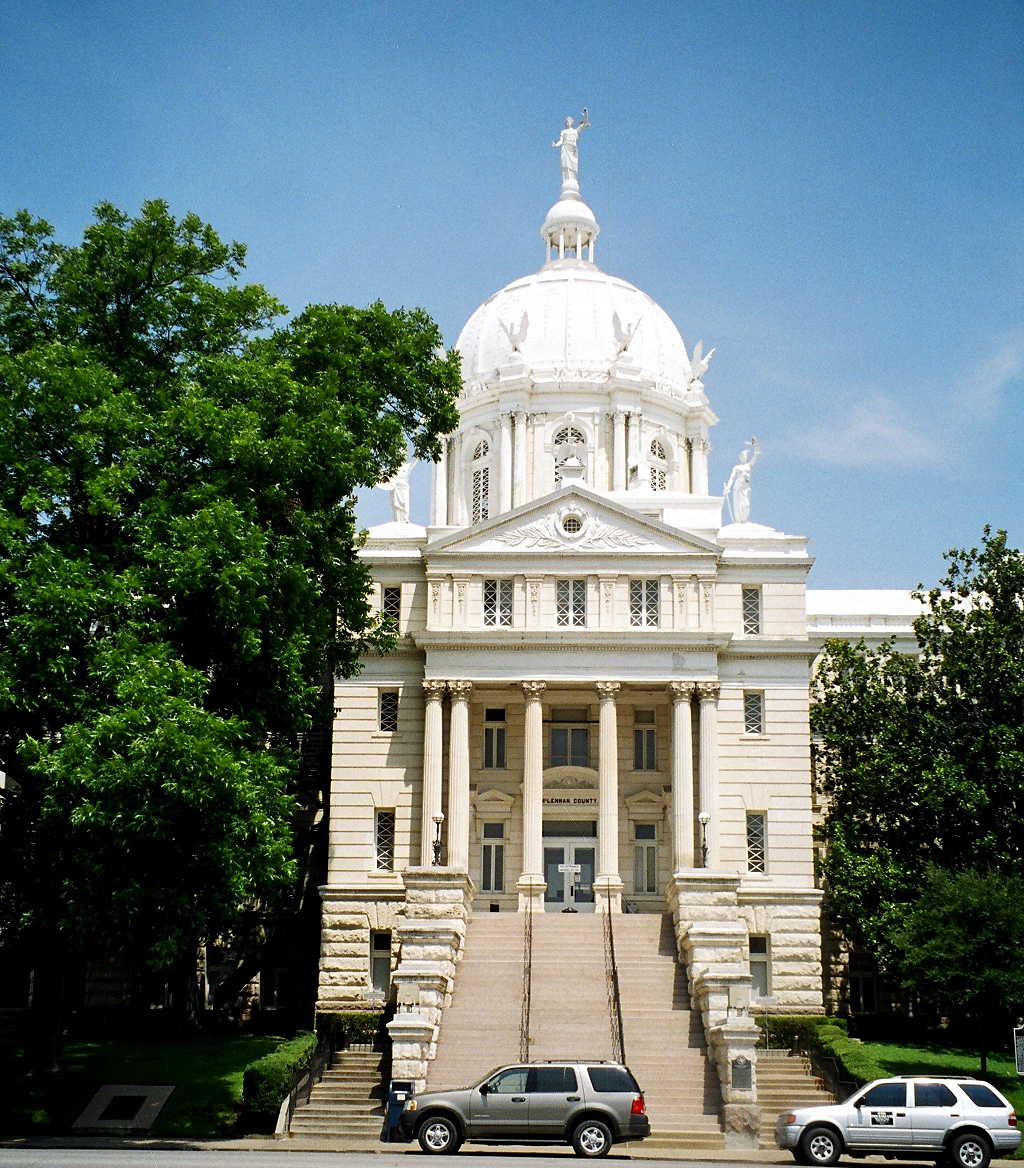
ساختمان دادگاه شهرستان مک‌لنن در سال ۲۰۰۶

در ۸ مه ۱۹۱۶، لوسی فرایر در حالی که تنها در خانه‌اش در رابینسون، تگزاس بود، به قتل رسید. او را در حالی یافتند که با ضربات جسمی سخت کشته شده و در آستانهٔ انبار بذر مزرعه‌اش افتاده بود. صحنه‌ای هولناک بود که نشانه‌هایی از تعرض جنسی نیز در آن مشاهده می‌شد. مقامات تشخیص دادند که از یک جسم سخت به عنوان سلاح قتل استفاده شده است. لوسی و شوهرش جورج، مهاجرانی اهل انگلستان بودند که در جامعهٔ روستایی محل سکونتشان به دلیل فعالیت‌های مزرعه‌داری، احترام زیادی کسب کرده بودند. خبر قتل به‌سرعت به سَمویل فلمینگ، کلانتر شهرستان مک‌لِنَن رسید و او بلافاصله به همراه گروهی از نیروهای انتظامی، مردان محلی و یک پزشک، تحقیقات را آغاز کرد. پزشک تشخیص داد که فرایر بر اثر ضربهٔ شدید به سر کشته شده است. مردان محلی به جسی واشینگتن، جوانی سیاه‌پوست هفده‌ساله که به مدت پنج ماه در مزرعهٔ خانوادهٔ فرایر کار کرده بود، مظنون شدند. یکی از مردان گفته بود که لحظاتی پیش از کشف جسد لوسی، واشینگتن را در نزدیکی خانهٔ فرایر دیده است.
آن شب، معاونان کلانتر به خانهٔ واشینگتن رفتند و او را در حالی که شلوار کارش آغشته به خون بود، در جلوی خانه یافتند. جسی گفت لکه‌های خون به دلیل خون‌دماغ‌شدن اوست. جسی، برادرش ویلیام و والدینشان برای بازجویی به وِیکو منتقل شدند؛ گرچه پدر، مادر و برادرش پس از مدتی کوتاه آزاد شدند، اما جسی برای بازجویی بیشتر بدون حضور وکیل یا خانواده‌اش نگه داشته شد. بازجویان در وِیکو گزارش دادند که جسی هرگونه دخالت در مرگ فرایر را انکار کرده، اما در مورد اقداماتش جزئیاتی متناقض ارائه داده است. پس از دستگیری واشینگتن، شایعاتی در شهر پخش شد مبنی بر اینکه چند روز پیش از قتل، او با مردی درگیر شده بود.
در تاریخ ۹ مه، کلانتر فلمینگ، جسی واشینگتن را به شهرستان مجاور، هیل منتقل کرد تا از اقدامات خودسرانهٔ مردمی جلوگیری کند. کلانتر فرد لانگ در هیل، به همراه فلمینگ، جسی را بازجویی کرد. در نهایت، واشینگتن اعتراف کرد که پس از مشاجره‌ای دربارهٔ قاطرهای فرایر، او را کشته و مکان و نوع سلاح قتل را شرح داد. سپس لانگ، واشینگتن را به دالاس منتقل کرد و فلمینگ به رابینسون بازگشت. فلمینگ اعلام کرد که در همان مکانی که جسی گفته بود، پتکی خونی یافته است. در دالاس، واشینگتن اظهاراتی دربارهٔ تجاوز و قتل فرایر را دیکته کرد و امضا نمود؛ این اعتراف فردای آن روز در روزنامه‌های وِیکو منتشر شد. روزنامه‌ها قتل را به شکلی هیجان‌زده و اغراق‌آمیز گزارش کردند، از جمله مقاومت فرایر در برابر حملهٔ واشینگتن؛ اما پزشکی که جسد او را معاینه کرده بود، نتیجه گرفت که لوسی پیش از هرگونه تعرضی کشته شده است. آن شب، گروهی از مردم خشمگین در وِیکو گرد آمدند تا زندان محل را برای یافتن واشینگتن جست‌وجو کنند، اما چون او را نیافتند، متفرق شدند. یکی از روزنامه‌های محلی از تلاش آن‌ها تمجید کرد. در همان شب، مراسم تدفین و خاکسپاری کوچکی برای لوسی فرایر برگزار شد.
در ۱۱ مه، هیئت منصفه‌ای در شهرستان مک‌لِنَن تشکیل شد و به‌سرعت کیفرخواستی علیه واشینگتن صادر کرد؛ دادگاه برای ۱۵ مه برنامه‌ریزی شد. روز ۱۲ مه، روزنامهٔ تایمز-هرالدِ وِیکو در مطلبی از مردم خواست تا اجازه دهند قانون دربارهٔ سرنوشت واشینگتن تصمیم بگیرد. کلانتر فلمینگ در ۱۳ مه به رابینسون سفر کرد تا از مردم بخواهد آرامش خود را حفظ کنند؛ سخنرانی او با استقبال روبه‌رو شد. برای دفاع از واشینگتن، چند وکیل کم‌تجربه منصوب شدند. این وکلا دفاعیه‌ای آماده نکردند و گزارش دادند که واشینگتن در روزهای پیش از دادگاه آرام به‌نظر می‌رسیده است.

## محاکمه و لینچ

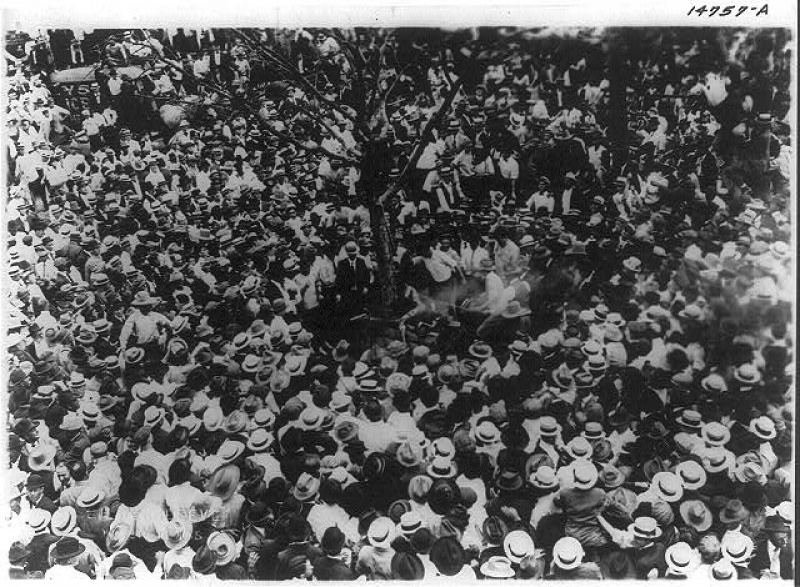
جمعیتی که برای لینچ کردن واشینگتن آماده می‌شوند

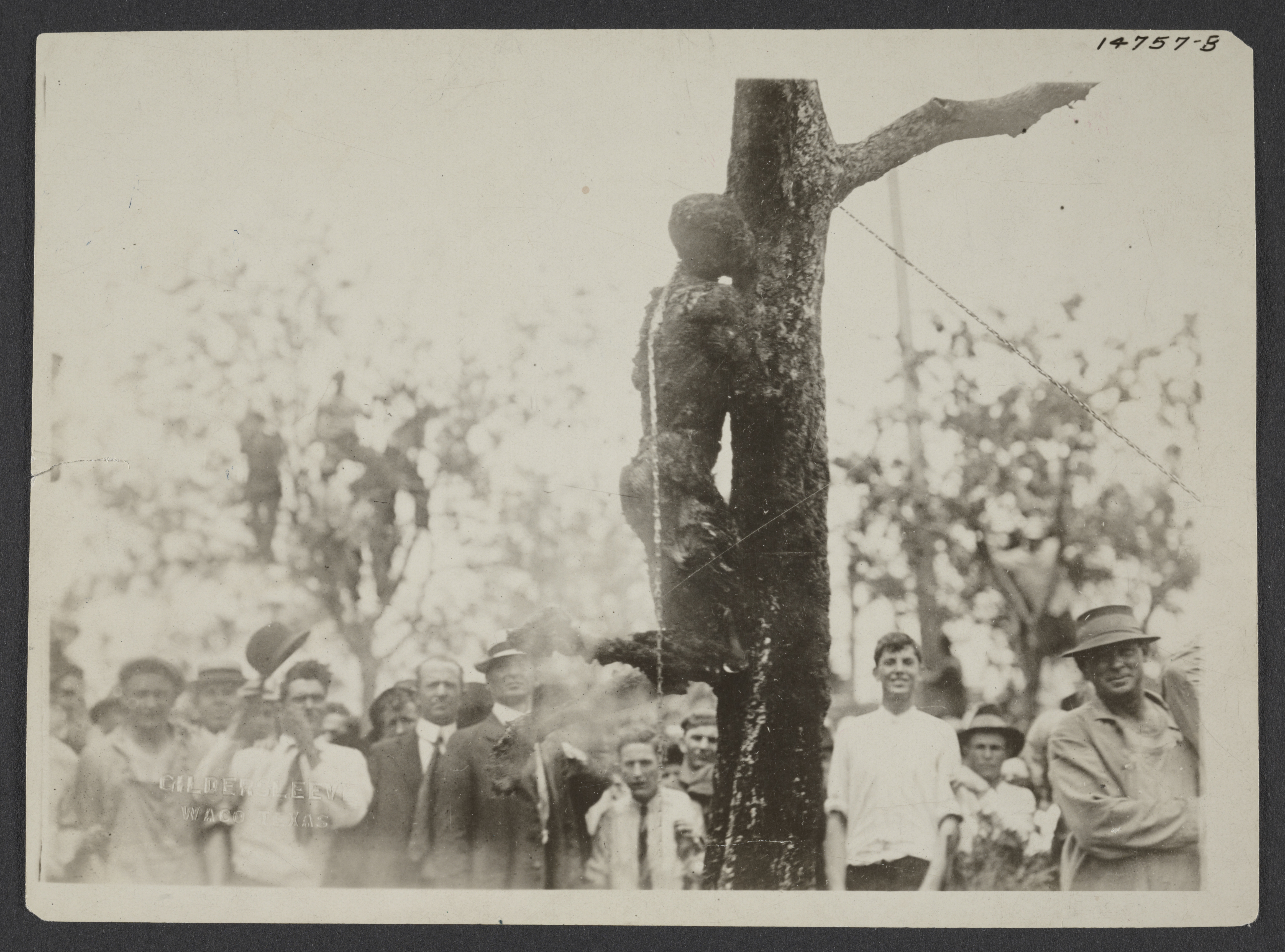
جمعیتی که به جسد سوختهٔ واشینگتن نگاه می‌کنند

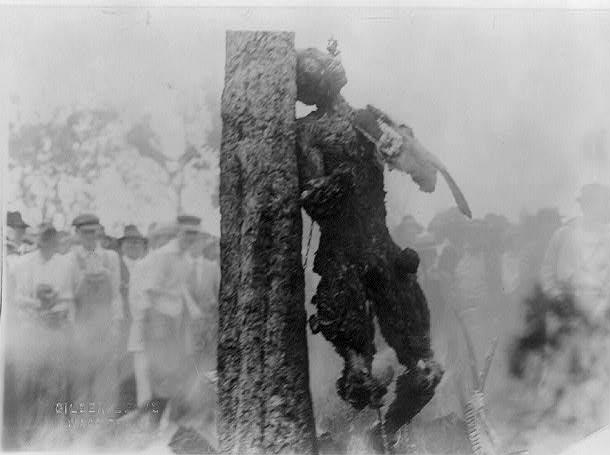
جسد آویزان واشینگتن

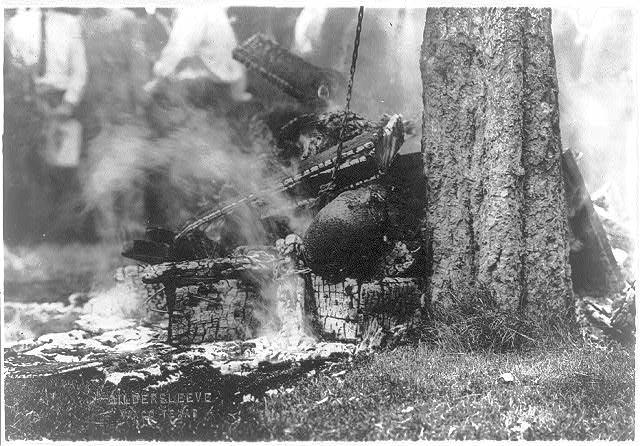
جسد سوختهٔ واشینگتن در میان خاکسترها

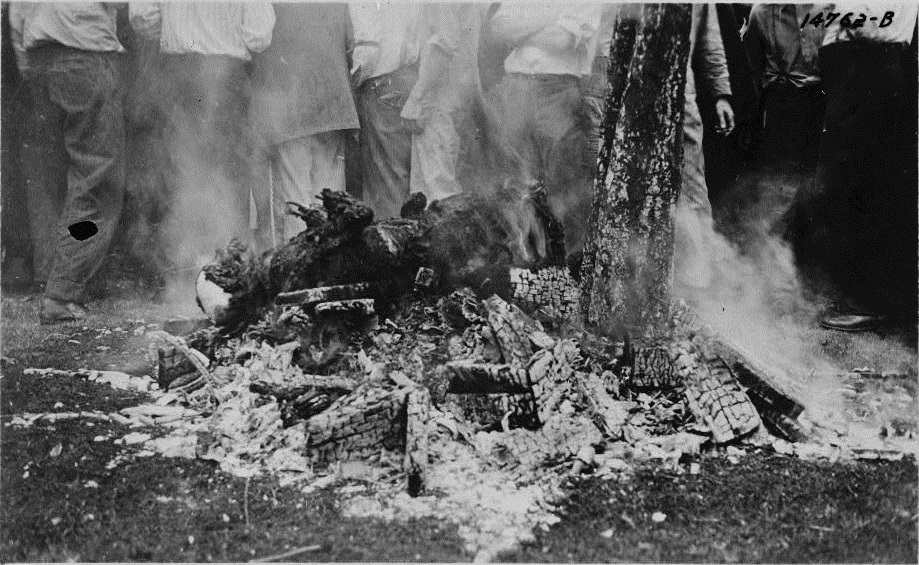
جسد سوختهٔ واشینگتن در میان خاکسترها

صبح روز ۱۵ مه، دادگاه وِیکو به سرعت از جمعیت پر شد؛ ازدحام به‌قدری بود که تقریباً مانع ورود برخی اعضای هیئت منصفه شد. پیاده‌روهای اطراف ساختمان دادگاه هم پر از ناظران بود؛ بیش از دو هزار تماشاگر در محل حضور داشتند. حاضران تقریباً همگی سفیدپوست بودند، اما تعدادی از اعضای جامعهٔ سیاه‌پوست وِیکو نیز آرام در آنجا حاضر بودند. وقتی جسی واشینگتن را به داخل دادگاه آوردند، یکی از تماشاگران سلاحی به سمت او نشانه رفت اما بلافاصله توسط دیگران خلع سلاح شد.
با آغاز محاکمه، قاضی ریچارد اربی مونرو تلاش کرد نظم جلسه را حفظ کند و از حاضران خواست سکوت کنند. انتخاب هیئت منصفه به‌سرعت انجام شد؛ وکلای مدافع هیچ‌یک از انتخاب‌های دادستان را به چالش نکشیدند. قاضی مونرو از واشینگتن خواست تا به اتهامش پاسخ دهد و مجازات‌های احتمالی را برایش توضیح داد. واشینگتن با صدایی نامفهوم، احتمالاً گفت «بله» که دادگاه آن را به‌عنوان اعتراف به گناه تلقی کرد.
دادستان اتهامات را تشریح کرد و دادگاه شهادت افسران پلیس و پزشکی که جسد لوسی فرایر را معاینه کرده بود، شنید. پزشک دربارهٔ نحوهٔ مرگ فرایر صحبت کرد اما هیچ اشاره‌ای به تجاوز نکرد. دادستان پرونده‌اش را بست و وکیل واشینگتن از او پرسید: «آیا مرتکب این جرم شده است؟» واشینگتن پاسخ داد: «همینیه که کردم» و آرام عذرخواهی کرد. دادستانِ اصلی خطاب به دادگاه اعلام کرد که محاکمه عادلانه برگزار شده، و این سخن باعث تشویق حاضران شد. هیئت منصفه برای رای‌گیری فرستاده شد.
تنها چهار دقیقه بعد، رئیس هیئت منصفه حکم را اعلام کرد: گناهکار، با مجازات مرگ. کل محاکمه حدود یک ساعت به طول انجامید. افسران دادگاه قصد داشتند واشینگتن را از سالن خارج کنند، اما با یورش تماشاگران مواجه شدند. او را از دادگاه بیرون کشیدند و با خود بردند.
واشینگتن ابتدا مقاومت کرد و حتی یکی از افراد را گاز گرفت، اما به‌سرعت مورد ضرب‌وشتم شدید قرار گرفت. زنجیری به گردنش انداختند و او را به سمت ساختمان شهرداری کشیدند؛ در راه، لباس‌هایش را درآوردند، با چاقو و اجسام سخت به او ضربه زدند. وقتی به میدان رسیدند، کنار درختی روبه‌روی ساختمان، تلی از هیزم آماده کرده بودند. واشینگتن، نیمه‌هوشیار و غرق در خون، با نفت آغشته و از درخت آویزان شد و بعد به زمین کشیده شد. جمعیت، انگشتان، انگشتان پا و آلت تناسلی او را بریدند. سپس آتش برافروخته شد و او را بارها به داخل شعله‌ها بردند و بالا کشیدند، تا زمانی که زنده زنده در آتش سوخت.
دانشمند آلمانی، مانفرد برگ، معتقد است که آزاردهندگان می‌خواستند با زنده نگه داشتن او، رنجش را بیشتر کنند. واشینگتن تلاش کرد از زنجیر بالا برود، اما بدون انگشتانش، توانش را نداشت. پس از دو ساعت، آتش خاموش شد و برخی حاضران تکه‌هایی از زنجیر و استخوان‌هایش را به‌عنوان یادگاری برداشتند. یکی از تماشاگران بخشی از آلت تناسلی او را برای خود نگه داشت؛ گروهی از کودکان دندان‌های او را بیرون کشیدند تا بفروشند. در پایان، بدنش چنان سوخته بود که دست و پاهایش از بین رفته، بدنش ذغال‌مانند و جمجمه‌اش نمایان شده بود. جسدش از درخت پایین آورده شد و در شهر، پشت اسب کشیده شد. بعد به رابینسون منتقل و در آنجا برای مدتی به نمایش گذاشته شد، تا سرانجام یک مأمور انتظامی جسد را گرفت و به خاک سپرد.
تماشای این صحنه دلخراش، جمعیتی بین ۱۰ تا ۱۵ هزار نفر را جذب کرده بود؛ از جمله شهردار جان دالینز و رئیس پلیس، گای مک‌نامارا، با اینکه لینچ کردن در تگزاس غیرقانونی بود. کلانتر فلمینگ به نیروهایش دستور داده بود که مانع این اقدام نشوند، و هیچ‌کس بعد از ماجرا بازداشت نشد. برنستاین گمان می‌برد فلمینگ قصد داشته با این رویکرد چهره‌ای قاطع از خود نشان دهد تا برای انتخابات پیش رو رأی بیاورد. شاید شهردار هم با انگیزهٔ سیاسی جمعیت را تحریک کرده باشد.
ساکنان با تماس‌های تلفنی، دوستان‌شان را از ماجرا باخبر کردند و همین موجب شد جمعیت بیشتری نسبت به زمان‌های پیش از وجود تلفن، گرد هم آیند. رسانه‌های محلی گزارش دادند که هنگام سوختن واشینگتن، فریاد شادی شنیده می‌شد، اگرچه اشاره کردند که برخی هم نارضایتی خود را ابراز کرده بودند. روزنامهٔ وِیکو نیمه‌هفتگی ادعا کرد چند نفر از سیاه‌پوستان وِیکو هم در صحنه حاضر بودند، ادعایی که مورخ دانشگاه ویرجینیا، گریس هِیل، آن را مشکوک می‌داند. بیشتر جمعیت، که احتمالاً هیچ نسبتی با خانوادهٔ فرایر نداشتند، از خود وِیکو آمده بودند. برخی نیز از روستاهای اطراف برای دیدن ماجرا به شهر آمده بودند. چون این اتفاق در میانهٔ روز رخ داد، بچه‌های مدرسه هم برای تماشا آمدند و برخی از آن‌ها از درخت‌ها بالا رفتند تا دید بهتری داشته باشند. بسیاری از والدین، حضور فرزندان‌شان را در این صحنه تأیید و حتی تحسین می‌کردند. بعضی از تگزاسی‌ها، شرکت در مراسم لینچ را نوعی مراسم بلوغ برای پسران جوان می‌دانستند.

## پیامدها
فرد گیلدرسلیو (به انگلیسی: Fred Gildersleeve)، عکاس حرفه‌ای اهل وِیکو، اندکی پیش از آغاز لینچ‌کردن به ساختمان شهرداری رسید، احتمالاً به درخواست شهردار، و از این رویداد عکس گرفت. عکس‌های او نمایی کم‌نظیر از یک لینچ در حال وقوع ارائه می‌دهند، چرا که عکس‌های معمول لینچ معمولاً تنها پیکر بی‌جان قربانیان را نشان می‌دهند. عکس‌های گیلدرسلیو نمایی از جمعیت را از بالای یک ساختمان و تصاویری نزدیک از بدن واشینگتن نشان می‌دهند؛ برخی از این عکس‌ها احتمالاً توسط دستیار او گرفته شده‌اند. گیلدرسلیو کارت‌پستال‌هایی ساخت که در آن‌ها نوجوانانی، حتی کودکانی دوازده‌ساله، گرد بدن واشینگتن جمع شده‌اند. افرادی که در عکس‌ها دیده می‌شوند، تلاشی برای پنهان‌کردن هویت خود نکرده‌اند. مانفرد برگ بر این باور است که این بی‌پروایی در برابر دوربین نشان می‌دهد که آنان می‌دانستند کسی بابت قتل واشینگتن تحت پیگرد قرار نخواهد گرفت. گرچه برخی از ساکنان وِیکو این کارت‌ها را برای بستگان خود در شهرهای دیگر فرستادند، چند تن از چهره‌های سرشناس محلی، گیلدرسلیو را متقاعد کردند که از فروش آن‌ها دست بکشد، زیرا نگران بودند این تصاویر به وجههٔ شهر آسیب بزند.
در روزهای پس از لینچ، روزنامه‌ها با شدتی کم‌سابقه این رویداد را محکوم کردند. در عرض یک هفته، خبر این واقعه حتی تا لندن نیز منتشر شد. در سرمقالهٔ نیویورک تایمز آمده بود: «در هیچ سرزمینی که حتی تظاهر به تمدن کند، ممکن نیست مردی را در خیابان‌های یک شهر بزرگ با سوزاندن بکشند، آن‌هم در میان شادی وحشیانهٔ ساکنانش». جیمز ولدون جانسون در نشریهٔ عصر نیویورک اعضای این جمعیت را «پست‌تر از هر مردمی که اکنون روی زمین زندگی می‌کنند» توصیف کرد. اگرچه بسیاری از روزنامه‌های جنوبی تا پیش از آن، از لینچ کردن به‌عنوان راهی برای دفاع از تمدن حمایت کرده بودند، پس از مرگ واشینگتن دیگر چنین موضعی نگرفتند. روزنامه مونتگومری ادوِرتایزر نوشت: «هیچ وحشی‌ای هرگز چنین بیرحمانه رفتار نکرد… که آن مردانی که در این ماجرای وحشتناک و باورنکردنی شرکت کردند». در تگزاس، هیوستون کرونیکل و آستین آمریکن جمعیت خشمگین را نکوهش کردند، ولی وِیکو را ستودند. دالاس مورنینگ نیوز خبر را گزارش کرد اما سرمقاله‌ای در این‌باره منتشر نکرد. در وِیکو، تایمز-هرالد از نوشتن سرمقاله در این باره خودداری کرد. وِیکو مورنینگ نیوز تنها اشاره‌ای کوتاه به نارضایتی از این رویداد داشت و تمرکز خود را بر انتقاد از روزنامه‌هایی گذاشت که به باورشان ناعادلانه به وِیکو حمله کرده بودند. آن‌ها 

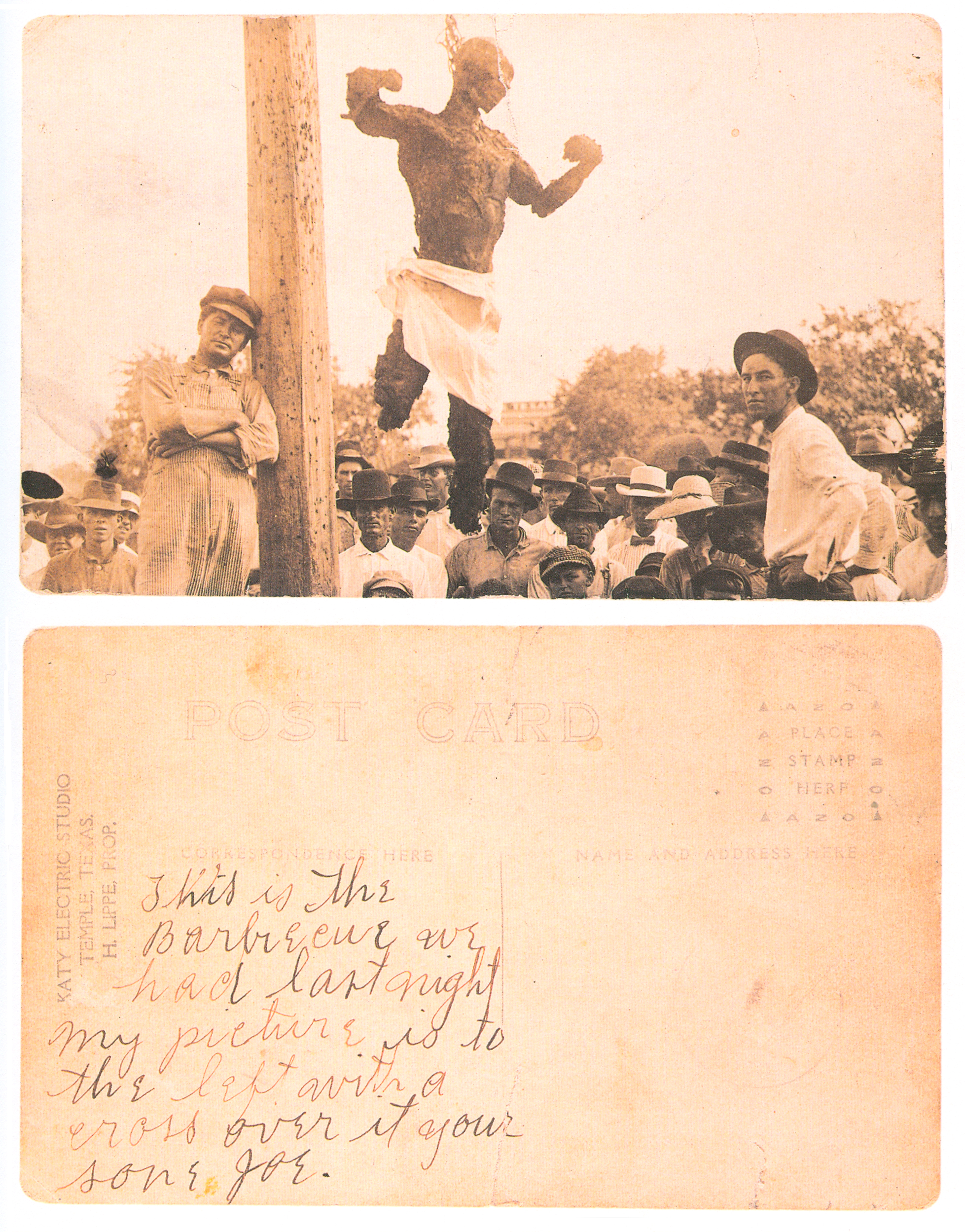
پشت و جلوی کارت پستال جسد سوخته جسی واشینگتن. پشت کارت‌ با جوهر قهوه‌ای نوشته شده است: «این باربیکیویی است که دیشب داشتیم. عکس من در سمت چپ است و روی آن یک ضربدر زده شده. پسرت، جو.»

مقالات سرزنش‌آمیز پس از لینچ را «ژست‌های ریاکارانهٔ تقدس» نامیدند. نویسنده‌ای در وِیکو سمی‌ویکلی تریبیون از لینچ دفاع کرد و نوشت که واشینگتن سزاوار مرگ بود و سیاه‌پوستان باید این اتفاق را به‌عنوان هشداری علیه ارتکاب جرم ببینند. این روزنامه بعدها مقاله‌ای از هیوستون پست را در نکوهش لینچ منتشر کرد و آن را حمله‌ای به شهر قلمداد کرد.
برخی از ساکنان لینچ را محکوم کردند، از جمله واعظان و مسئولان دانشگاه بیلر. قاضی‌ای که بر دادگاه واشینگتن ریاست داشت بعدها گفت اعضای جمعیتِ لینچ‌کننده «آدم‌کش» بودند؛ رئیس هیئت منصفه به انجمن ملی پیشرفت رنگین‌پوستان (NAACP) گفت که با این اقدام مخالف بوده است. بعضی از شاهدانِ رویداد، بعدها دچار کابوس‌ها و آسیب‌های روانی ماندگار شدند. شماری از شهروندان به فکر اعتراض افتادند اما از ترس واکنش یا متهم شدن به دورویی، از این کار صرف‌نظر کردند. پس از لینچ، مسئولان شهر مدعی شدند که این کار را تنها گروهی «اخلال‌گر» انجام داده‌اند. اگرچه این ادعا با شواهد تصویری نقض می‌شود، شماری از تاریخ‌نگاران وِیکو این روایت را تکرار کرده‌اند. هیچ پیامد منفی‌ای دامن‌گیر شهردار جان دالینز یا رئیس پلیس، گای مک‌نامارا، نشد؛ با وجود این‌که هیچ تلاشی برای جلوگیری از جمعیت نکردند، همچنان در وِیکو محترم باقی ماندند. چنان‌که در این‌گونه حملات رایج بود، هیچ‌کس بابت لینچ واشینگتن تحت تعقیب قضایی قرار نگرفت.
اگرچه رهبران جامعهٔ سیاه‌پوست وِیکو به‌صورت عمومی به خانوادهٔ فرایر تسلیت گفتند، از لینچ‌کردن واشینگتن تنها در محافل خصوصی ابراز نارضایتی کردند. یک استثنا نشریهٔ پل کویین ویکلی متعلق به کالج سیاه‌پوستان پل کویین در تگزاس بود. این نشریه چندین مقاله در نکوهش جمعیت خشمگین و رهبران شهر منتشر کرد. در یکی از این مقاله‌ها نویسنده اعلام کرد که جسی واشینگتن بی‌گناه و جرج فرایر گناه‌کار است. اِی. تی. اسمیت، سردبیر نشریه، بعدها به جرم افترا محکوم شد. زمانی که جرج فرایر کالج را بابت متهم‌کردن او به قتل همسرش تحت پیگرد قانونی قرار داد، برخی از ساکنان رابینسون همین خشمگین‌شدن او را نشانه‌ای از گناه‌کار بودنش دانستند. برنشتاین معتقد است که احتمال دست‌داشتن جرج فرایر در قتل همسرش بسیار اندک است، ولی اشاره می‌کند که «سایه‌ای از احتمال» گناه‌کاری او همچنان باقی است.
در یازدهم مه ۱۹۵۳، یک گردباد بسیار قوی، مرکز شهر وِیکو را درنوردید و ۱۱۴ نفر را کشت و ۵۹۳ تن دیگر را زخمی کرد. برخی از اعضای جامعهٔ آفریقایی-آمریکایی محلی، این گردباد را انتقام الهی بابت لینچ‌کردن جسی واشینگتن در بیش از سی سال پیش دانستند.

## تحقیقات و کارزار انجمن ملی پیشرفت رنگین‌پوستان

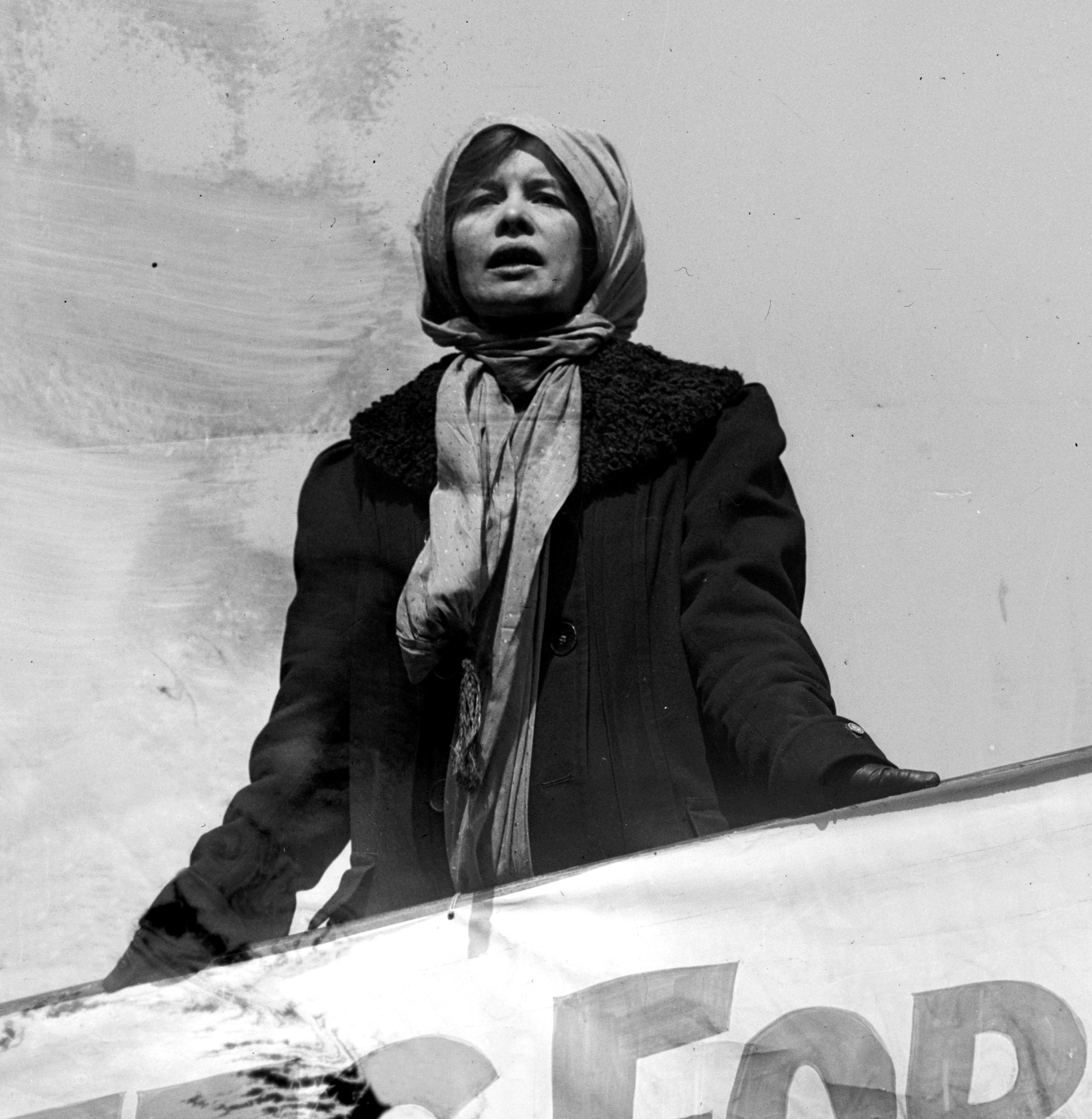
الیزابت فریمن در ۱۹۱۳

سازمان NAACP (انجمن ملی پیشرفت رنگین‌پوستان)، الیزابت فریمن، فعال حقوق زنان اهل نیویورک را برای تحقیق دربارهٔ این لینچ به کار گرفت. او در اواخر ۱۹۱۵ یا اوایل ۱۹۱۶ برای کمک به سازماندهی جنبش حق رأی زنان به تگزاس سفر کرده بود و در اوایل ماه مه برای یک گردهمایی ایالتی در دالاس حضور داشت. فریمن کمی پس از وقوع این حادثه، مأموریتش را در وِیکو آغاز کرد؛ او خود را به‌عنوان خبرنگار جا زد و تلاش کرد از مردم دربارهٔ ماجرا پرس‌وجو کند. اما دریافت که اغلب ساکنان تمایلی به گفت‌وگو در این‌باره ندارند. او با مقام‌های شهری مصاحبه کرد و عکس‌هایی از لینچ را از گیلدرسلیو به دست آورد؛ با آن‌که گیلدرسلیو در ابتدا مایل به تحویل عکس‌ها نبود. گرچه فریمن نگران امنیت خود بود، اما از چالش این مأموریت لذت می‌برد. در گفت‌وگو با رهبران شهر، فریمن آن‌ها را قانع کرد که پس از بازگشت به شمال، قصد دارد از وِیکو در برابر انتقادها دفاع کند. اما خبرنگاران محلی به‌زودی به او مشکوک شدند و به مردم هشدار دادند که با غریبه‌ها صحبت نکنند. در مقابل، جامعهٔ سیاه‌پوستان وِیکو از او به‌گرمی استقبال کرد.
فریمن با کلانتر فلمینگ و قاضی پرونده گفت‌وگو کرد؛ هر دو گفتند که تقصیری در این ماجرا ندارند. یک معلم مدرسه که واشینگتن را می‌شناخت به فریمن گفت که او بی‌سواد بوده و همهٔ تلاش‌ها برای آموزش خواندن به او بی‌نتیجه مانده است. فریمن نتیجه گرفت که ساکنان محلی به‌طور کلی از لینچ واشینگتن پس از محکومیتش حمایت می‌کردند، هرچند بسیاری از آن‌ها از مثله شدن او ناراحت بودند. او تشخیص داد که گروهی که واشینگتن را از دادگاه بیرون کشیده بودند، متشکل بودند از یک آجرکار، یک صاحب میخانه، و چند کارگر شرکت یخ. انجمن، هویت این افراد را به‌صورت عمومی اعلام نکرد. فریمن نتیجه گرفت که واشینگتن فریر را کشته و احتمالاً از رفتار سلطه‌جویانهٔ او نسبت به خودش خشمگین بوده است.
دابلیو. ئی. بی. دیو بویس از شنیدن این حملهٔ وحشیانه خشمگین شد و گفت: «هر سخنی از پیروزی مسیحیت یا گسترش فرهنگ انسانی، یاوه‌ای بیش نیست تا زمانی که لینچ وِیکو در ایالات متحده ممکن باشد.» پس از دریافت گزارش فریمن، او تصویری از پیکر سوختهٔ واشینگتن را روی جلد نشریهٔ The Crisis، نشریهٔ انجمن، منتشر کرد. این شمارهٔ ویژه به این رویداد اختصاص داشت. شمارهٔ مذکور تحت عنوان وحشت وِیکو (به انگلیسی: The Waco Horror) به‌عنوان ضمیمهٔ هشت‌صفحه‌ای به نسخهٔ ژوئیه اضافه شد. دیو بویس این عبارت را به‌عنوان نامی برای لینچ واشینگتن رایج کرد؛ پیش از آن نیز روزنامه‌های هیوستون کرونیکل و نیویورک تایمز واژهٔ «وحشت» را برای توصیف این رویداد به کار برده بودند. در ۱۹۱۶، تیراژ The Crisis حدود ۳۰ هزار نسخه بود، یعنی سه برابر شمار اعضای انجمن.
با این‌که نشریه، پیش‌تر نیز با لینچ مخالفت کرده بود، اما این نخستین بار بود که تصاویری از چنین حمله‌ای را منتشر می‌کرد. هیئت مدیرهٔ انجمن در ابتدا برای چاپ این تصاویر دل‌نگران بود، اما دیو بویس بر چاپ آن‌ها پافشاری کرد و استدلال کرد که پوشش بی‌سانسور، مردم آمریکا را به حمایت از تغییر ترغیب خواهد کرد. در این شماره، روایت‌هایی از لینچ نیز درج شده بود که فریمن از ساکنان وِیکو جمع‌آوری کرده بود. مقالهٔ اصلی این شماره را دیو بویس نوشت؛ او گزارش فریمن را ویراست و تدوین کرد، اما در شمارهٔ منتشرشده از او نامی نبرد. مقالهٔ دیو بویس با فراخوانی برای حمایت از جنبش ضد لینچ پایان یافت. انجمن، این گزارش را برای صدها روزنامه و سیاستمدار ارسال کرد و این کارزار به محکومیت گستردهٔ این لینچ انجامید. بسیاری از ناظران سفیدپوست از دیدن عکس‌های کسانی که این رویداد را جشن گرفته بودند، وحشت‌زده شدند. در شماره‌های بعدی نشریه نیز تصاویر بیشتری از لینچ‌ها منتشر شد. مرگ واشینگتن همچنان در نشریه مورد بحث قرار می‌گرفت. اسوالد گَریسون ویلارد در یکی از شماره‌ها نوشت: «جنایت وِیکو چالشی است در برابر تمدن آمریکایی ما.»
دیگر روزنامه‌های سیاه‌پوستان نیز پوشش گسترده‌ای از این رویداد داشتند، همچون مجلات لیبرال ماهانه‌ای چون نیو ریپابلیک و نیشن. فریمن برای سخنرانی دربارهٔ تحقیقش، به سفر در سراسر ایالات متحده پرداخت و معتقد بود که دگرگونی افکار عمومی از قانون‌گذاری مؤثرتر است. با این‌که لینچ‌های دیگری هم به همین اندازه وحشیانه بودند، اما وجود عکس‌ها و شرایط خاص این حادثه، ماجرای مرگ واشینگتن را به یک «قضیهٔ مشهور» بدل کرد. رهبران انجمن، امیدوار بودند که بتوانند پروندهٔ قضایی علیه عاملان مرگ واشینگتن تشکیل دهند، اما به دلیل هزینه‌های پیش‌بینی‌شده، از این طرح صرف‌نظر کردند.
در آن زمان، انجمن ملی پیشرفت رنگین‌پوستان با مشکلات مالی دست‌وپنجه نرم می‌کرد. کارزار ضد لینچ به آن‌ها در جمع‌آوری کمک‌های مالی یاری رساند، اما با ورود ایالات متحده به جنگ جهانی اول، انجمن، این کارزار را محدود کرد. جوئل الیاس اسپینگارن، رئیس وقت انجمن، بعدها گفت که کارزار آن‌ها «لینچ را به‌مثابه یک مسئلهٔ ملی در ذهن مردم تثبیت کرد». برنشتاین این کارزار را «نخستین جرقه‌های نبردی طولانی‌مدت» توصیف می‌کند.
در اواخر دههٔ ۱۹۱۰، شمار لینچ‌ها در ایالات متحده افزایش یافت، به‌ویژه در دورهٔ پس از جنگ. در تابستان و پاییز ۱۹۱۹، دوره‌ای که با عنوان تابستان سرخ شناخته می‌شود، شورش‌های نژادی سیاه‌پوستان علیه سفیدپوستان در شهرهای بزرگی چون شیکاگو و واشینگتن دی‌سی رخ داد. این شورش‌ها تا حدی ناشی از تنش‌هایی بود که بر سر رقابت برای کار و مسکن در دوران بازگشت سربازان از جنگ شکل گرفته بود. هرچند سیاه‌پوستان در این شورش‌ها مقاومت کردند، اما بیشترین تلفات و خسارات مالی را متحمل شدند. بسیاری از آنان معتقد بودند که خدمت در جنگ باید موجب بهبود موقعیت شهروندی‌شان می‌شد.
در دههٔ ۱۹۲۰، لینچ‌های بیشتری در وِیکو روی داد، بخشی به‌دلیل بازگشت کو کلوس کلان به صحنه. اما در اواخر دهه، مقامات وِیکو آغاز به محافظت از سیاه‌پوستان در برابر لینچ کردند، مانند پروندهٔ روی میچل. مقامات نگران بودند که تبلیغات منفی ناشی از این اقدامات – همچون کارزار انجمن ملی پیشرفت رنگین‌پوستان پس از مرگ واشینگتن – تلاش‌هایشان برای جذب سرمایه‌گذاران را با شکست مواجه سازد. انجمن کوشید لینچ را به‌عنوان عملی وحشیانه و بربرانه معرفی کند، مفهومی که رفته‌رفته در اذهان عمومی جا افتاد. برنشتاین تلاش‌های این سازمان را مؤثر در پایان دادن به «بدترین جنایت‌های عمومی نظام نژادپرستانه» در منطقهٔ وِیکو می‌داند.

## تحلیل و میراث

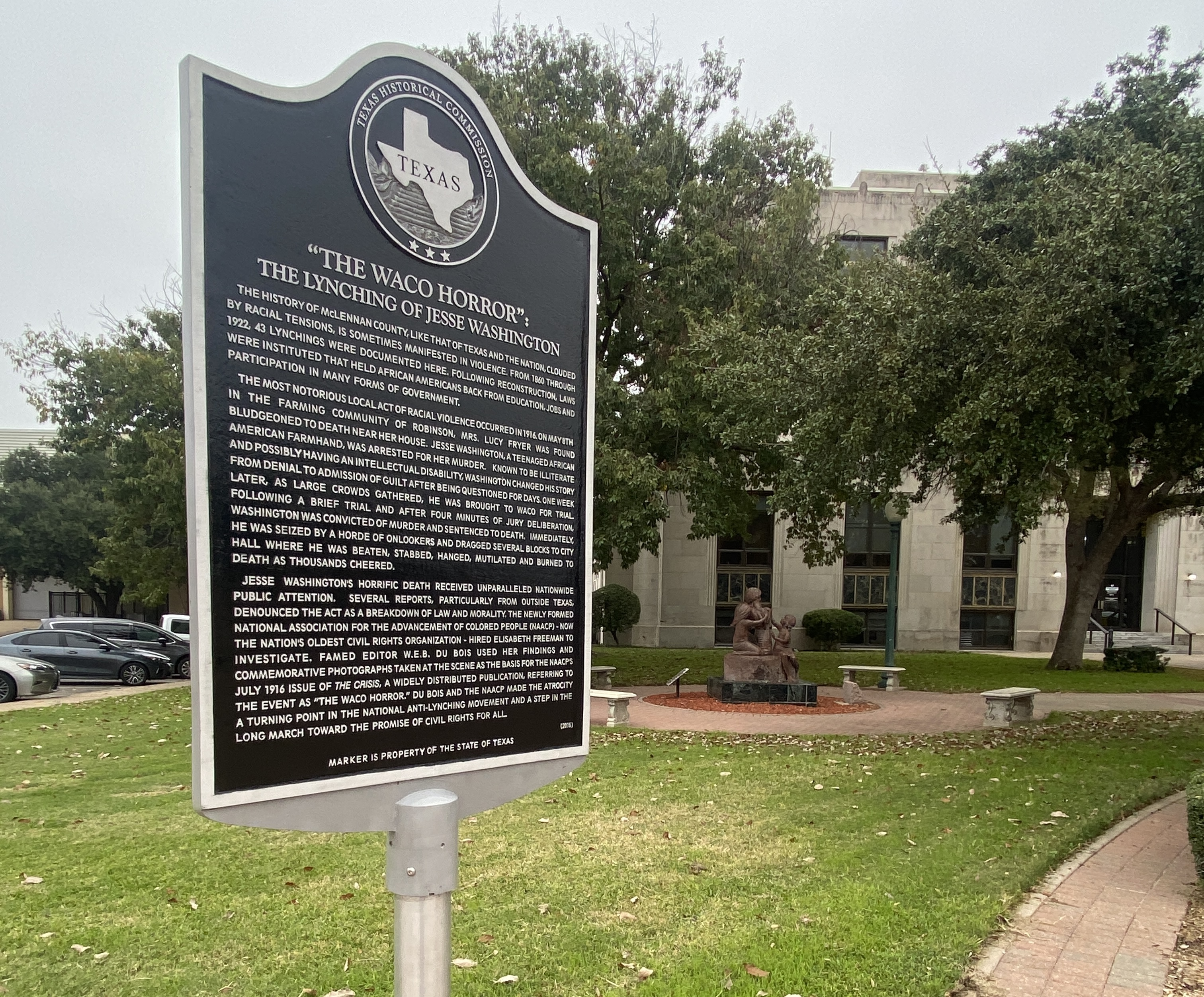
نشانگر تاریخی با نمای تالار شهر وِیکو و مجسمهٔ «دوستی برای تمام فصل‌ها» در پس‌زمینه

در ۲۰۱۱، مانفرد برگ نتیجه‌گیری کرد که احتمالاً جسی واشینگتن «فرایر» را به قتل رسانده، اما تردید دارد که او را مورد تجاوز قرار داده باشد. در همان سال، جولی آرمسترانگ از دانشگاه جنوب فلوریدا، احتمال داد که واشینگتن ممکن است در هر دو مورد بی‌گناه بوده باشد. در کتابی از سال ۲۰۰۶، پاتریشیا برنشتاین خاطرنشان کرد که انگیزه‌های واشینگتن هرگز به‌طور روشن مشخص نشده‌اند؛ هرچند او اعتراف کرده بود که بر سر قاطرها با فرایر دعوا داشته و شاهدی هم وجود داشت که مدعی شد مشاجره‌ای میان آن دو دیده است. او همچنین اشاره می‌کند که ممکن است اعتراف واشینگتن تحت فشار اخذ شده باشد و شواهدی هم حاکی از آن است که توانایی ذهنی‌اش محدود بوده. برنشتاین این احتمال را هم مطرح می‌کند که سلاح قتل ــ که شاید قوی‌ترین مدرک علیه واشینگتن بود ــ توسط مقامات منصوب شده باشد.
برنشتاین می‌گوید لینچ‌کردن واشینگتن به‌سبب ابعاد و محل وقوع آن منحصر به‌فرد بود؛ چرا که نه‌تنها در شهری نسبتاً بزرگ با شهرتی ترقی‌خواهانه رخ داد، بلکه ۱۰٬۰۰۰ تماشاگر به‌شدت هیجان‌زده شاهد شکنجه‌ی وحشیانه‌اش بودند. در حالی‌که معمولاً این‌گونه خشونت‌های گروهی در شهرهای کوچک‌تری با تماشاگرانی کمتر اتفاق می‌افتاد. ویلیام کریگن از دانشگاه روآن معتقد است که فرهنگ خشونت تلافی‌جویانهٔ جمعی در مرکز تگزاس، سال‌ها پیش از لینچ‌کردن واشینگتن شکل گرفته بود و همین فرهنگ باعث شد چنین حملهٔ وحشیانه‌ای به‌طور علنی مورد تحسین قرار گیرد. گریس هیل نیز مرگ واشینگتن را نشانه‌ای از گذار در سنت لینچ‌کردن می‌داند؛ گذری به‌سوی پذیرش این رفتار در شهرهای مدرن قرن بیستم. او می‌افزاید که لینچ‌کردن واشینگتن نشان داد چگونه نوآوری‌های فناورانه ــ مانند تلفن و عکس‌های ارزان‌قیمت ــ هم می‌توانند به کمک اوباش بیایند و هم موجبات محکومیت گسترده‌تر آنان را فراهم آورند.
در پژوهشی در ۲۰۰۴، پیتر اِرن‌هاوس و اِی. سوزان اوون این لینچ‌کردن را به یک «قربانی‌کردن خونین» تشبیه می‌کنند و می‌گویند که مردم وِیکو پس از مرگ واشینگتن احساس نوعی پارسایی جمعی می‌کردند، چرا که او را تجسم شرّ در جامعه می‌دانستند. برنشتاین نیز خشونت عمومی اوباش را با سنت قرون‌وسطایی انگلیسی «آویزان‌کردن، شکافتن و تکه‌تکه‌کردن خائنان» مقایسه می‌کند.
امی لوئیز وود از دانشگاه ایالتی ایلینوی می‌نویسد که این رویداد «لحظه‌ای تعیین‌کننده در تاریخ لینچ‌کردن» بود و با مرگ واشینگتن، «لینچ‌کردن آغاز به نابودی خود کرد». او می‌گوید اگرچه پیش‌تر صحنه‌های خشونت‌بار به نفع برتری‌طلبان سفیدپوست بود، اما پس از مرگ واشینگتن، جنبش ضد لینچ، تصاویر خشونت نژادپرستانه را در کمپین‌های خود وارد کرد. کریگن معتقد است مرگ واشینگتن شاید از هر لینچ دیگری در آمریکا توجه بیشتری جلب کرد و آن را «نقطهٔ عطفی در تاریخ خشونت اوباش در مرکز تگزاس» می‌داند. گرچه واکنش‌های پس از آن، به‌تنهایی به پایان این عمل نینجامید، اما به توقف حمایت‌های عمومی رهبران شهری از چنین حملاتی کمک کرد. کریگن می‌گوید این لینچ «ننگین‌ترین روز در تاریخ مرکز تگزاس» بود تا زمانی که واقعه ویکو در ۱۹۹۳ رخ داد.
پس از مهار لینچ‌کردن در مرکز تگزاس، مورخان محلی چندان به این موضوع نپرداختند. با این حال، وِیکو به‌دلیل گزارش‌های کتاب‌های درسی تاریخ آمریکا، شهرتی نژادپرستانه یافت که برای ساکنان سفیدپوست آن آزاردهنده بود. در سال‌های پس از این حادثه، بسیاری از سیاه‌پوستان وِیکو را مایهٔ نفرت خود می‌دانستند و حتی برخی طوفان سهمگین ۱۹۵۳ را «مجازات الهی» تلقی می‌کردند. رهبران سفیدپوست وِیکو در دوران جنبش حقوق مدنی، رویکردی غیرخشونت‌آمیز در پیش گرفتند؛ احتمالاً برای جلوگیری از لکه‌دار شدن دوبارهٔ چهرهٔ شهر.
سَمی پرایس نوازندهٔ بلوز، نسخه‌ای از آهنگ «Hesitation Blues» ضبط کرد که به لینچ‌کردن واشینگتن اشاره دارد. او در دوران کودکی‌اش در وِیکو زندگی می‌کرد، احتمالاً همان زمان وقوع این قتل. مدیسون کوپر رمان‌نویس اهل وِیکو هم در رمان «Sironia, Texas» که در ۱۹۵۲ منتشر شد، صحنه‌ای از یک لینچ‌کردن را گنجاند که گفته می‌شود الهام‌گرفته از مرگ واشینگتن است.
در دههٔ ۱۹۹۰، لارنس جانسون، یکی از اعضای شورای شهر وِیکو، با دیدن عکس‌های لینچ‌کردن واشینگتن در موزهٔ ملی حقوق مدنی، تصمیم گرفت برای این حادثه یادبودی پیشنهاد دهد. در ۲۰۰۲، لِستر گیبسون، عضو دیگر شورای شهر، پیشنهاد کرد تابلویی در محل دادگاهی که واشینگتن در آن به دار آویخته شد نصب شود. او همچنین خواهان درج عذرخواهی رسمی شهر در آن شد. این پیشنهادها مطرح شدند اما عملی نشدند. در دههٔ ۲۰۰۰، پیشنهاد یادبود توسط یکی از مقامات شهرستان مک‌لِنان و اتاق بازرگانی وِیکو مجدداً مطرح شد. روزنامهٔ وِیکو هرالد تریبون نیز با سرمقاله‌ای از نصب نشان تاریخی در محل لینچ حمایت کرد. با این حال، برخی از بستگان «لوسی فرایر» با این یادبود مخالفت کردند. در صدمین سالگرد این لینچ، یعنی ۱۵ مه ۲۰۱۶، شهردار وِیکو در مراسمی رسمی از بستگان واشینگتن عذرخواهی کرد و بیانیه‌ای در محکومیت آن واقعه و به‌مناسبت سالگردش صادر کرد. یک نشان تاریخی نیز در محل واقعه نصب شد.
در ۱۲ فوریهٔ ۲۰۲۳، جمعیتی متنوع با بیش از ۳۰۰ نفر، شامل افرادی که طی هفت سال گذشته روی نصب نشان یادبود جسی واشینگتن کار کرده بودند، در خیابان سوم، مقابل تالار شهر وِیکو گرد آمدند. این همان زمینی بود که در مه ۱۹۱۶ هزاران نفر در آن گرد آمده بودند تا شاهد شکنجه و سوزاندن واشینگتن باشند.
در میان پرده‌برداران این نشان، بستگان واشینگتن نیز حضور داشتند. همچنین بستگان سَنک مِیجرز، مرد سیاه‌پوستی که در سال ۱۹۰۵ و در انتظار برگزاری مجدد دادگاه اتهام تجاوز بود و توسط اوباش از پل واشینگتن آونیو آویخته شد، در مراسم حاضر بودند.
در فیلم بلکککلنزمن محصول ۲۰۱۸، هری بلافونته نقش شاهدی از لینچ‌کردن واشینگتن را ایفا می‌کند که این واقعه را در یک گردهمایی حقوق مدنی در دههٔ ۱۹۷۰ در کلرادو اسپرینگز شرح می‌دهد.

## کتاب‌نامه
کتاب‌ها
- آپل، دورا (۲۰۰۴). تصویرپردازی از لینچ: مردان سیاه‌پوست، زنان سفیدپوست و جمعیت خشمگین. انتشارات دانشگاه راتگرز.
- آرمسترانگ، جولی باکنر (۲۰۱۱). مری ترنر و حافظهٔ لینچ. انتشارات دانشگاه جورجیا.
- برگ، مانفرد (۲۰۱۱). عدالت مردمی: تاریخچه‌ای از لینچ در آمریکا. Government Institutes.
- برنستاین، پاتریشیا (۲۰۰۶). اولین وحشت وِیکو: لینچ جسی واشینگتن و خیزش NAACP. انتشارات دانشگاه تگزاس A&M.
- برنستاین، پاتریشیا (۲۰۰۷). «لینچ وِیکو». در: پل فینکلمن (ویرایشگر). دایرةالمعارف تاریخ آمریکایی آفریقایی‌تبارها، ۱۸۹۶ تا امروز. جلد ۵. انتشارات دانشگاه آکسفورد.
- کاریگان، ویلیام دی. (۲۰۰۶). شکل‌گیری فرهنگ لینچ: خشونت و عدالت مردمی در مرکز تگزاس، ۱۸۳۶–۱۹۱۶. انتشارات دانشگاه ایلینوی.
- دوروشر، کریستینا (۲۰۱۱). پرورش نژادپرست‌ها: جامعه‌پذیری کودکان سفیدپوست در جنوب جیم کرو. انتشارات دانشگاه کنتاکی.
- گاسو، آدام (۲۰۰۲). مثل اینه که اینجا قتل اتفاق افتاده: خشونت جنوبی و سنت موسیقی بلوز. انتشارات دانشگاه شیکاگو.
- هیل، گریس الیزابت (۱۹۹۸). ساخت سفیدی: فرهنگ جداسازی نژادی در جنوب، ۱۸۹۰–۱۹۴۰. انتشارات وینتیج.
- لیختن‌اشتاین، اندرو؛ لیختن‌اشتاین، الکس (۲۰۱۷). نشانه‌گذاری، بی‌نشانی، یادآوری: جغرافیایی از حافظهٔ آمریکایی. انتشارات دانشگاه ویرجینیای غربی.
- نولز، سینتیا اسکُو (۲۰۰۷). لینچ برای تعلق: تصاحب سفیدی از طریق خشونت نژادی. انتشارات دانشگاه تگزاس A&M.
- رایس، آن پی. (۲۰۰۳). شهادت بر لینچ: واکنش نویسندگان آمریکایی. انتشارات دانشگاه راتگرز.
- سورل، جیمز ام. (۲۰۰۷). «وحشت وِیکو: لینچ جسی واشینگتن». در: بروس ای. گلسرود؛ جیمز اسمالوود (ویرایشگران). تجربهٔ آمریکایی-آفریقایی در تگزاس: گلچینی. انتشارات دانشگاه تگزاس تک.
- والدرپ، کریستوفر (۲۰۰۹). آفریقایی‌آمریکایی‌ها در برابر لینچ: راهبردهای مقاومت از جنگ داخلی تا جنبش حقوق مدنی. انتشارات روومن و لیتلفیلد.
- وود، ایمی لوئیز (۲۰۰۹). لینچ و نمایش: شهادت بر خشونت نژادی در آمریکا، ۱۸۹۰–۱۹۴۰. انتشارات دانشگاه کارولینای شمالی.
- زانگراندو، رابرت ال. (۱۹۸۰). جنبش NAACP علیه لینچ، ۱۹۰۹–۱۹۵۰. انتشارات دانشگاه تمپل.

ژورنال‌ها
- فرانسیس، مگان مینگ (۲۰۱۱). «نبرد برای قلب‌ها و ذهن‌های آمریکا». Souls: مجله‌ای انتقادی دربارهٔ سیاست، فرهنگ و جامعهٔ سیاه‌پوستان.
- اِرن‌هاوس، پیتر؛ اون، ای. سوزان (۲۰۰۴). «نژاد، لینچ و پروتستانتیسم انجیلی: نمایش‌های ایمان».
- وود، ایمی لوئیز (۲۰۰۵). «عکاسی از لینچ و بازتولید تصویری سلطهٔ سفیدپوستان». تاریخ قرن نوزدهم آمریکا.

روزنامه‌ها
- بلومنتال، رالف (۱ مه ۲۰۰۵). «خشم تازه در وِیکو نسبت به لینچ هولناک ۱۹۱۶». نیویورک تایمز.
- مورنو، سیلویا (۲۶ آوریل ۲۰۰۶). «در وِیکو، تلاشی برای جبران گذشتهٔ خونین منطقه با لینچ». واشینگتن پست.

وب‌سایت‌ها
- «نشریهٔ The Crisis، جلد ۱۲، شمارهٔ ۳». پروژهٔ ژورنال‌های مدرنیستی.